# Neuwelt (Lautrach)
Neuwelt ist ein Gemeindeteil von Lautrach. 1987 hatte das Dorf 100 Einwohner.

## Geographie
Das Dorf liegt unmittelbar nördlich des Siedlungsgebietes des Hauptortes Lautrach am linken Ufer der Iller, einen Kilometer von Illerbeuren entfernt. Im Zentrum des Ortes befindet sich eine denkmalgeschützte Wegkapelle aus dem 18. Jahrhundert.

## Geschichte
1832 wird Neuwelt im Topo-geographisch-statistisches Lexicon vom Königreiche Bayern mit 40 Einwohnern und 7 Hufen (h) als Weiler geführt. Bei der Volkszählung am 1. Dezember 1875 hatte der damals als Weiler bezeichnete Ort 17 Gebäude und 56 Einwohner. Meyers Orts- und Verkehrslexikon aus dem Jahr 1913 verzeichnet 73 Einwohner.

## Religion
Neuwelt gehört zur römisch-katholischen Pfarrei St. Peter und Paul Lautrach in der Diözese Augsburg.

## Gemeindezugehörigkeit
Das Dorf gehört bereits seit der Gemeindebildung 1818 (Zweites Gemeindeedikt) zur Gemeinde Lautrach.